# 에릭 쉐퍼
에릭 쉐퍼(Eric Schaeffer, 1962년 1월 22일 ~ )는 미국의 배우, 영화 프로듀서, 영화 감독, 작가, 텔레비전 배우, 각본가, 영화배우이다.
뉴욕에서 태어났다.

## 방송
- 아이 헤이트 마이 틴에이지 도터
- 그라비티

## 도서
- I Can't Believe I'm Still Single : Sane, Slightly Neurotic but in a Sane Way filmmaker into Good Yoga, Bad Realit

## 영화
- 보이 미츠 걸 (2014년)
- 애프터 폴, 윈터 (2011년)
- 데이아 아웃 오브 더 비즈니스 (2011년) - 스플릭 역
- 어드벤처랜드 (2009년)
- 마인드 더 갭 (2004년)
- 스팽글리쉬 (2004년)
- 맥쿨에서의 하룻밤 (2001년)
- 건샤이 (1998년)
- 친구와 애인 사이 (1996년)

## 같이 보기
- 영화 감독 목록